# Sezon NBA 2014/15
Sezon NBA 2014/15 – 69. sezon zasadniczy rozgrywek National Basketball Association (NBA). Rozpoczął się 28 października 2014 roku od meczu pomiędzy aktualnymi mistrzami San Antonio Spurs a Dallas Mavericks. Każdy z zespołów rozegrał 82 spotkania. Ostatnie mecze rozegrano 15 kwietnia 2015 roku.

## Przedsezon
Rozgrywki sezonu zasadniczego poprzedziły mecze przedsezonu. Odbyły się one w dniach 4-24 października 2014 roku.

## Sezon zasadniczy
Sezon trwał od 28 października 2014 roku do 15 kwietnia 2015 roku. W dniach 13-15 lutego rozegrano zawody NBA All-Star Weekend, których zwieńczeniem był NBA All-Star Game (mecz gwiazd). MVP meczu wybrany został Russell Westbrook. MVP sezonu zasadniczego NBA 2014/15 został Stephen Curry z Golden State Warriors. Najlepiej punktującym graczem ligi był Russell Westbrook z Oklahoma City Thunder.

### Wyniki
Według Konferencji
| Nr | Drużyna             | ZW | PO | PRO  | RZ   | LM |
| -- | ------------------- | -- | -- | ---- | ---- | -- |
| 1  | Atlanta Hawks       | 60 | 22 | .732 | -    | 82 |
| 2  | Cleveland Cavaliers | 53 | 29 | .646 | 7.0  | 82 |
| 3  | Chicago Bulls       | 50 | 32 | .610 | 10.0 | 82 |
| 4  | Toronto Raptors     | 49 | 33 | .598 | 11.0 | 82 |
| 5  | Washington Wizards  | 46 | 36 | .561 | 14.0 | 82 |
| 6  | Milwaukee Bucks     | 41 | 41 | .500 | 19.0 | 82 |
| 7  | Boston Celtics      | 40 | 42 | .488 | 20.0 | 82 |
| 8  | Brooklyn Nets       | 38 | 44 | .463 | 22.0 | 82 |
|    |                     |    |    |      |      |    |
| 9  | Indiana Pacers      | 38 | 44 | .463 | 22.0 | 82 |
| 10 | Miami Heat          | 37 | 45 | .451 | 23.0 | 82 |
| 11 | Charlotte Hornets   | 33 | 49 | .402 | 27.0 | 82 |
| 12 | Detroit Pistons     | 32 | 50 | .390 | 28.0 | 82 |
| 13 | Orlando Magic       | 25 | 57 | .305 | 35.0 | 82 |
| 14 | Philadelphia 76ers  | 18 | 64 | .220 | 42.0 | 82 |
| 15 | New York Knicks     | 17 | 65 | .207 | 43.0 | 82 |

| Nr | Drużyna                | ZW | PO | PRO  | RZ   | LM |
| -- | ---------------------- | -- | -- | ---- | ---- | -- |
| 1  | Golden State Warriors  | 67 | 15 | .817 | -    | 82 |
| 2  | Houston Rockets        | 56 | 26 | .683 | 11.0 | 82 |
| 3  | Los Angeles Clippers   | 56 | 26 | .683 | 11.0 | 82 |
| 4  | Portland Trail Blazers | 51 | 31 | .622 | 16.0 | 82 |
| 5  | Memphis Grizzlies      | 55 | 27 | .671 | 12.0 | 82 |
| 6  | San Antonio Spurs      | 55 | 27 | .671 | 12.0 | 82 |
| 7  | Dallas Mavericks       | 50 | 32 | .610 | 17.0 | 82 |
| 8  | New Orleans Pelicans   | 45 | 37 | .549 | 22.0 | 82 |
|    |                        |    |    |      |      |    |
| 9  | Oklahoma City Thunder  | 45 | 37 | .549 | 22.0 | 82 |
| 10 | Phoenix Suns           | 39 | 43 | .476 | 28.0 | 82 |
| 11 | Utah Jazz              | 38 | 44 | .463 | 29.0 | 82 |
| 12 | Denver Nuggets         | 30 | 52 | .366 | 37.0 | 82 |
| 13 | Sacramento Kings       | 29 | 53 | .354 | 38.0 | 82 |
| 14 | Los Angeles Lakers     | 21 | 61 | .256 | 46.0 | 82 |
| 15 | Minnesota Timberwolves | 16 | 66 | .195 | 51.0 | 82 |

Zespoły z miejsc 1-8 każdej z konferencji zakwalifikowały się do 2015 NBA Playoffs.

## Statystyki

### Liderzy statystyk indywidualnych
| Kategoria                | Gracz             | Zespół                | Wynik |
| ------------------------ | ----------------- | --------------------- | ----- |
| Punkty na mecz           | Russell Westbrook | Oklahoma City Thunder | 28.1  |
| Zbiórki na mecz          | DeAndre Jordan    | Los Angeles Clippers  | 15.0  |
| Asysty na mecz           | Chris Paul        | Los Angeles Clippers  | 10.2  |
| Przechwyty na mecz       | Kawhi Leonard     | San Antonio Spurs     | 2.31  |
| Bloki na mecz            | Anthony Davis     | New Orleans Pelicans  | 2.94  |
| Straty na mecz           | Russell Westbrook | Oklahoma City Thunder | 4.4   |
| Faule na mecz            | DeMarcus Cousins  | Sacramento Kings      | 4.1   |
| Minuty na mecz           | Jimmy Butler      | Chicago Bulls         | 38.7  |
| Celność rzutów z pola    | DeAndre Jordan    | Los Angeles Clippers  | 71.0% |
| Celność rzutów wolnych   | Stephen Curry     | Golden State Warriors | 91.4% |
| Celność rzutów "za 3"    | Kyle Korver       | Atlanta Hawks         | 49.2% |
| Player Efficiency Rating | Anthony Davis     | New Orleans Pelicans  | 30.89 |
| Double-doubles           | Pau Gasol         | Chicago Bulls         | 54    |
| Triple-doubles           | Russell Westbrook | Oklahoma City Thunder | 11    |

### Najlepsze wyniki indywidualne
| Kategoria       | Gracz            | Zespół                | Wynik |
| --------------- | ---------------- | --------------------- | ----- |
| Punkty          | Kyrie Irving     | Cleveland Cavaliers   | 57    |
| Zbiórki         | DeAndre Jordan   | Los Angeles Clippers  | 27    |
| Zbiórki         | Andre Drummond   | Detroit Pistons       | 27    |
| Asysty          | Brandon Jennings | Detroit Pistons       | 21    |
| Rzuty za 3 pkty | Klay Thompson    | Golden State Warriors | 11    |
| Rzuty za 3 pkty | Kyrie Irving     | Cleveland Cavaliers   | 11    |
| Przechwyty      | Mario Chalmers   | Miami Heat            | 8     |
| Bloki           | Hassan Whiteside | Miami Heat            | 12    |

### Najlepsze wyniki drużynowe
| Kategoria              | Drużyna                | Wynik |
| ---------------------- | ---------------------- | ----- |
| Punkty na mecz         | Golden State Warriors  | 110.0 |
| Zbiórki na mecz        | Oklahoma City Thunder  | 47.5  |
| Asysty na mecz         | Golden State Warriors  | 27.4  |
| Przechwyty na mecz     | Milwaukee Bucks        | 9.6   |
| Przechwyty na mecz     | Philadelphia 76ers     | 9.6   |
| Bloki na mecz          | New Orleans Pelicans   | 6.2   |
| Straty na mecz         | Philadelphia 76ers     | 17.7  |
| Celność rzutów z pola  | Golden State Warriors  | 47.8% |
| Celność rzutów wolnych | Portland Trail Blazers | 80.1% |
| Celność rzutów "za 3"  | Golden State Warriors  | 39.8% |
| +/−                    | Golden State Warriors  | 10.1  |

## Nagrody
Drużyna All-NBA Team
Drużyna NBA All-Defensive Team
Drużyna NBA All-Rookie Team

### Nagrody Indywidualne
| Nagroda                                  | Gracz            | Zespół                 |
| ---------------------------------------- | ---------------- | ---------------------- |
| NBA Most Valuable Player Award           | Stephen Curry    | Golden State Warriors  |
| NBA Defensive Player of the Year Award   | Kawhi Leonard    | San Antonio Spurs      |
| NBA Rookie of the Year Award             | Andrew Wiggins   | Minnesota Timberwolves |
| NBA Sixth Man of the Year Award          | Lou Williams     | Toronto Raptors        |
| NBA Most Improved Player Award           | Jimmy Butler     | Chicago Bulls          |
| NBA Coach of the Year Award              | Mike Budenholzer | Atlanta Hawks          |
| NBA Executive of the Year Award          | Bob Myers        | Golden State Warriors  |
| NBA Sportsmanship Award                  | Kyle Korver      | Atlanta Hawks          |
| J. Walter Kennedy Citizenship Award      | Joakim Noah      | Chicago Bulls          |
| Twyman–Stokes Teammate of the Year Award | Tim Duncan       | San Antonio Spurs      |

## Playoffs
Mistrzem NBA 2015 został zespół Golden State Warriors. Nagrodę MVP finałów otrzymał Andre Iguodala.